# يسار تاكاك
يسار تاكاك (بالهولندية: Jasar Takak)‏ (4 مارس 1982 بسيرتوخيمبوس في هولندا - ) هو لاعب كرة قدم هولندي في مركز الوسط. لعب مع آر كي سي فالفيك وإن إي سي نيميخن وبي إي سي زفوله وفي في في فينلو وفيتيسه آرنهم ونادي آيندهوفن ونادي كامبور وإتار 1924 فيليكو ترنوفو ‏.

## وصلات خارجية
- يسار تاكاك على موقع قاعدة بيانات كرة القدم.إي يو (الإنجليزية)
- يسار تاكاك على موقع Soccerway.com (الإنجليزية)